# ヘンプフィールド郡区 (ペンシルベニア州ウェストモアランド郡)
ヘンプフィールド郡区（英: Hempfield Township）は、アメリカ合衆国ペンシルベニア州西部のウェストモアランド郡のタウンシップ（郡区）である。2010年の国勢調査での人口は43,241人だった。ピッツバーグ大都市圏の郊外では人口最大の自治体である。州内東部にあるランカスター郡のヘンプフィールド・タウンシップからその名前が採られており、ランカスター郡の場合はイングランドの地名から採られ、その地名は麻を栽培していたことから名付けられた。
ウェストモアランド郡では西中部に位置し、郡庁所在地であるグリーンズバーグ市を完全に取り囲む形になっている。

## 地理
アメリカ合衆国国勢調査局に拠れば、領域全面積は76.8平方マイル (199 km2)であり、このうち陸地76.6平方マイル (198 km2)、水域0.2平方マイル(0.52 km2)である。
タウンシップ内には次の地区がある。アームブラスト、ボバード、カーボン、センタービル、ダラー、イーストウッド、エモンストン、エバンストン、フォートアレン、フォックスタウン、グレープビル、ハンナズタウン、ヘイデンビル、ハイパーク、ハンカー、リンカーンハイツ、ラクサー、メイプルウッドテラス、ミッドウェイ、ラドボー、セントクレア、ストーンビル、スウィードヒル、ホワイトヒル、ウェストポイントシティである。

## 人口動態
以下は2000年の国勢調査による人口統計データである。
| 基礎データ - 人口: 40,721 人 - 世帯数: 15,997 世帯 - 家族数: 11,597 家族 - 人口密度: 205.2人/km2（531.5 人/mi2） - 住居数: 16,799 軒 - 住居密度: 84.7軒/km2（219.2 軒/mi2） 人種別人口構成 - 白人: 97.42% - アフリカン・アメリカン: 1.11% - ネイティブ・アメリカン: 0.08% - アジア人: 0.84% - 太平洋諸島系: 0.04% - その他の人種: 0.11% - 混血: 0.40% - ヒスパニック・ラテン系: 0.38% | 年齢別人口構成 - 18歳未満: 20.4% - 18-24歳: 7.5% - 25-44歳: 26.5% - 45-64歳: 27.8% - 65歳以上: 17.8% - 年齢の中央値: 42歳 - 性比（女性100人あたり男性の人口） - 総人口: 93.2 - 18歳以上: 90.1 世帯と家族（対世帯数） - 18歳未満の子供がいる: 28.4% - 結婚・同居している夫婦: 61.8% - 未婚・離婚・死別女性が世帯主: 7.8% - 非家族世帯: 27.5% - 単身世帯: 24.3% - 65歳以上の老人1人暮らし: 11.7% - 平均構成人数 - 世帯: 2.43人 - 家族: 2.89人 | 収入と家計 - 収入の中央値 - 世帯: 42,288米ドル - 家族: 52,440米ドル - 性別 - 男性: 39,001米ドル - 女性: 25,838米ドル - 人口1人あたり収入: 21,839米ドル - 貧困線以下 - 対人口: 6.0% - 対家族数: 4.1% - 18歳未満: 7.8% - 65歳以上: 7.0% |

## 教育
ヘンプフィールドの公共教育はヘンプフィールド地域教育学区が管轄しており、その範囲にはヘンプフィールド以外にハンカー、アダムズバーグ、ニューステーション、ヤングウッドの各ボロが入っている。ヤングウッドが人口4,000人を超えているほかは小さな町ばかりである。小学校5校、中学校3校、高校1校（ヘンプフィールド地域高校）が入っている。私立学校のグリーンズバーグ中央カトリック高校に進学することもできる。ヘンプフィールドにはピッツバーグ大学グリーンズバーグ校のキャンパス、ウェストモアランド郡コミュニティカレッジのヤングウッド・キャンパス、さらにカーロー大学グリーンズバーグ・キャンパスがある。

## 経済
ヘンプフィールドはウェストモアランド郡の中で経済的な役割が大きい。郡内、特にローレル・ハイランズ地域の小売業の中心として、ピッツバーグ都市圏では3番目に大きなショッピングモールのウェストモアランド・モールがある。さらにグリーンゲイト・センターは地域でも最大の郊外型大規模店になっている。タウンシップ内には他にも幾つか小さなショッピングセンター、全国的に知られた小売店、レストランが見られる。
ヘンプフィールドの中には軽工業もあり、多くの産業団地や施設がある。RIDCウェストモアランドは、ヘンプフィールドとイーストハンティンドン・タウンシップに跨っている。

## 2011年竜巻
2011年3月23午後4時45分頃、ヘンプフィールド・タウンシップの中央、グリーンズバーグ市の南西に漏斗雲が俄かに現れ、改良藤田スケール "EF2" の竜巻となり、フォートアレン地区の多くの家屋に損害を与え、さらに隣接するセウィックリー・タウンシップでも被害が出た。ヘンプフィールド地域高校が特に影響を受けて講堂の屋根が壊れ、近くのハロルド中学校のスタジアムも損傷を受けた。

## 歴史的建築
下記はヘンプフィールドでアメリカ合衆国国家歴史登録財に指定されている建物と地域である。
- ブラッシュ・クリーク・セイラムズ教会
- 旧ハンナズタウン史跡